# Amphoe Chamni
Amphoe Chamni (thaï : ชำนิ) est un amphoe de la province de Buriram.